# Xanthocalanus multispinus
Xanthocalanus multispinus is een eenoogkreeftjessoort uit de familie van de Phaennidae. De wetenschappelijke naam van de soort is voor het eerst geldig gepubliceerd in 1975 door Chen & Zhang.